# 日本基督教団軽井沢教会
日本基督教団 軽井沢教会（にほんキリストきょうだん かるいざわきょうかい）は、長野県北佐久郡軽井沢町にある日本基督教団の合同教会。旧軽井沢メインストリートに面した場所に位置する。

## 概要
1905年（明治38年）に、カナダ人宣教師のダニエル・ノーマンによって日本人キリスト教徒のために設立された、軽井沢初の日本人合同教会。

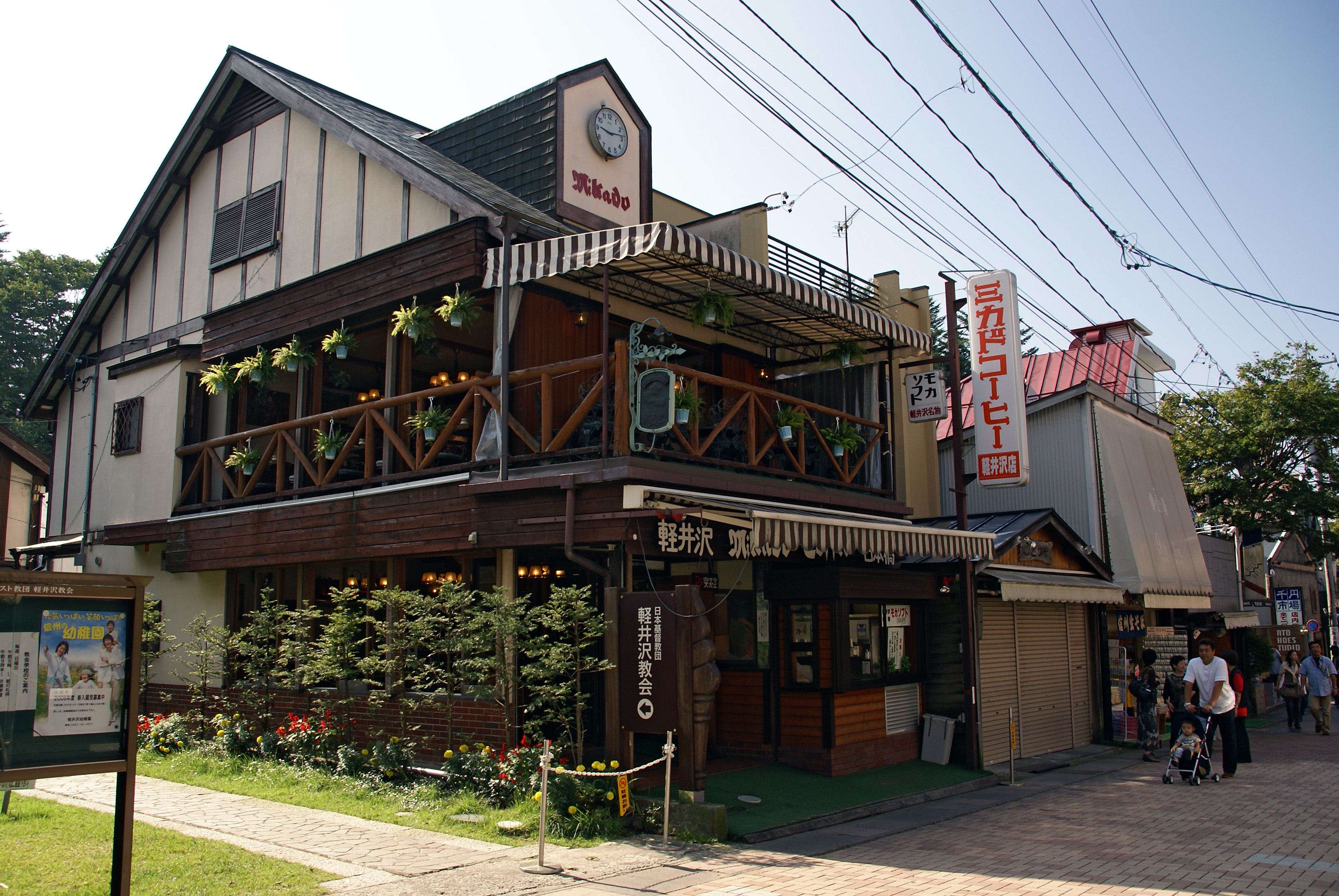
ミカドコーヒー軽井沢旧道店。この建物の左隣（画像手前）の奥に軽井沢教会がある。

当初は旧中山道沿いにあったが、のちに現在の旧軽井沢メインストリート沿いに移設された。ミカドコーヒー軽井沢旧道店横の脇道を入った場所にある。現在の建物は1929年（昭和4年）、ウィリアム・メレル・ヴォーリズの設計によるもの。なお、ミカドコーヒー軽井沢旧道店は、かつてヴォーリズ設計事務所があった場所でもある。

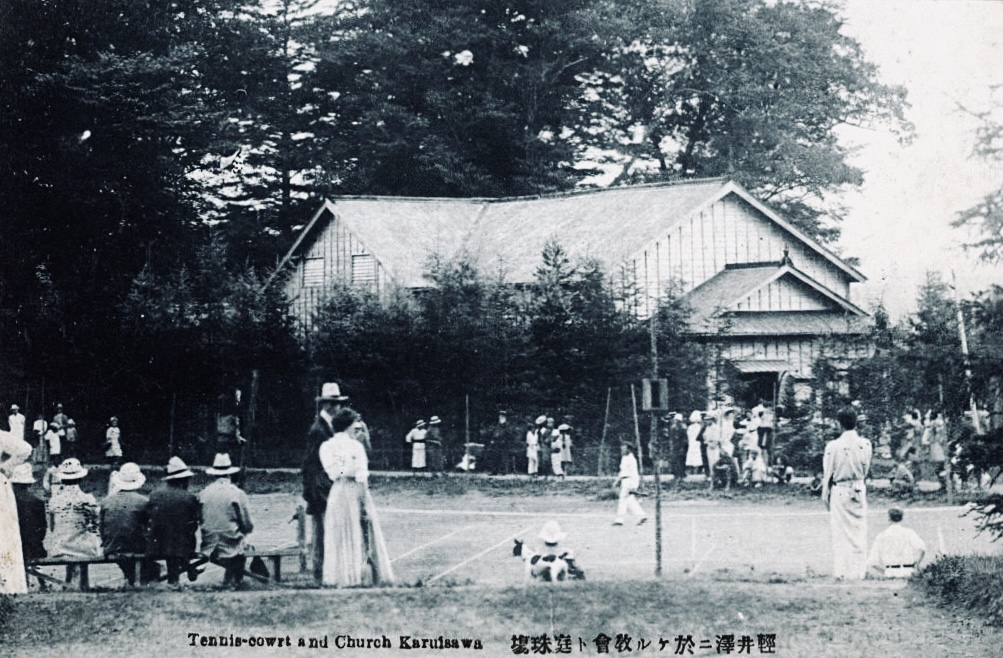
初代教会

## 所在地
〒389-0102 長野県北佐久郡軽井沢町軽井沢786−1